# Vườn bách thảo

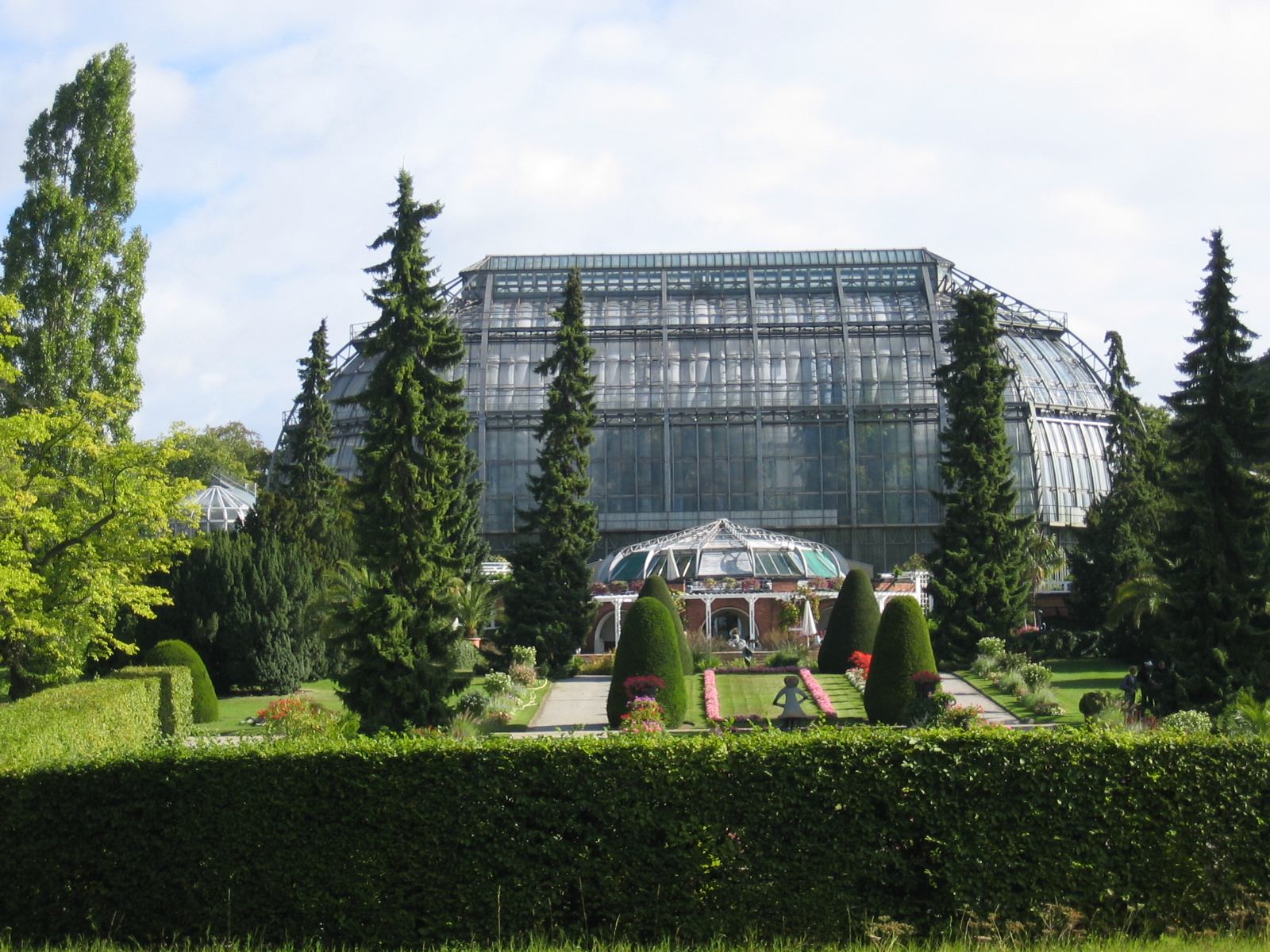
Vườn bách thảo Berlin: Nhà kính nhiệt đới

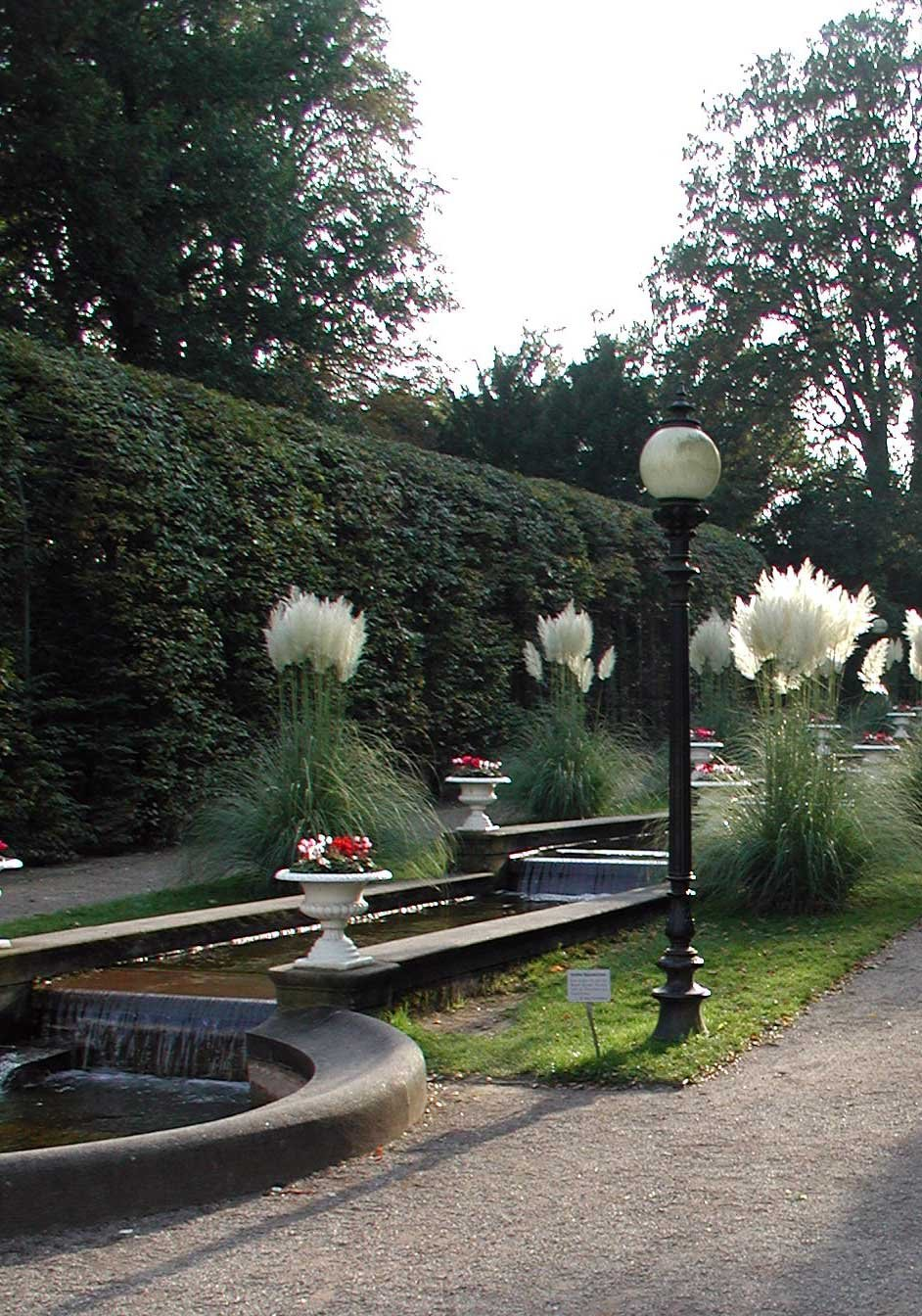
Bậc thang nước tại vườn bách thảo Köln

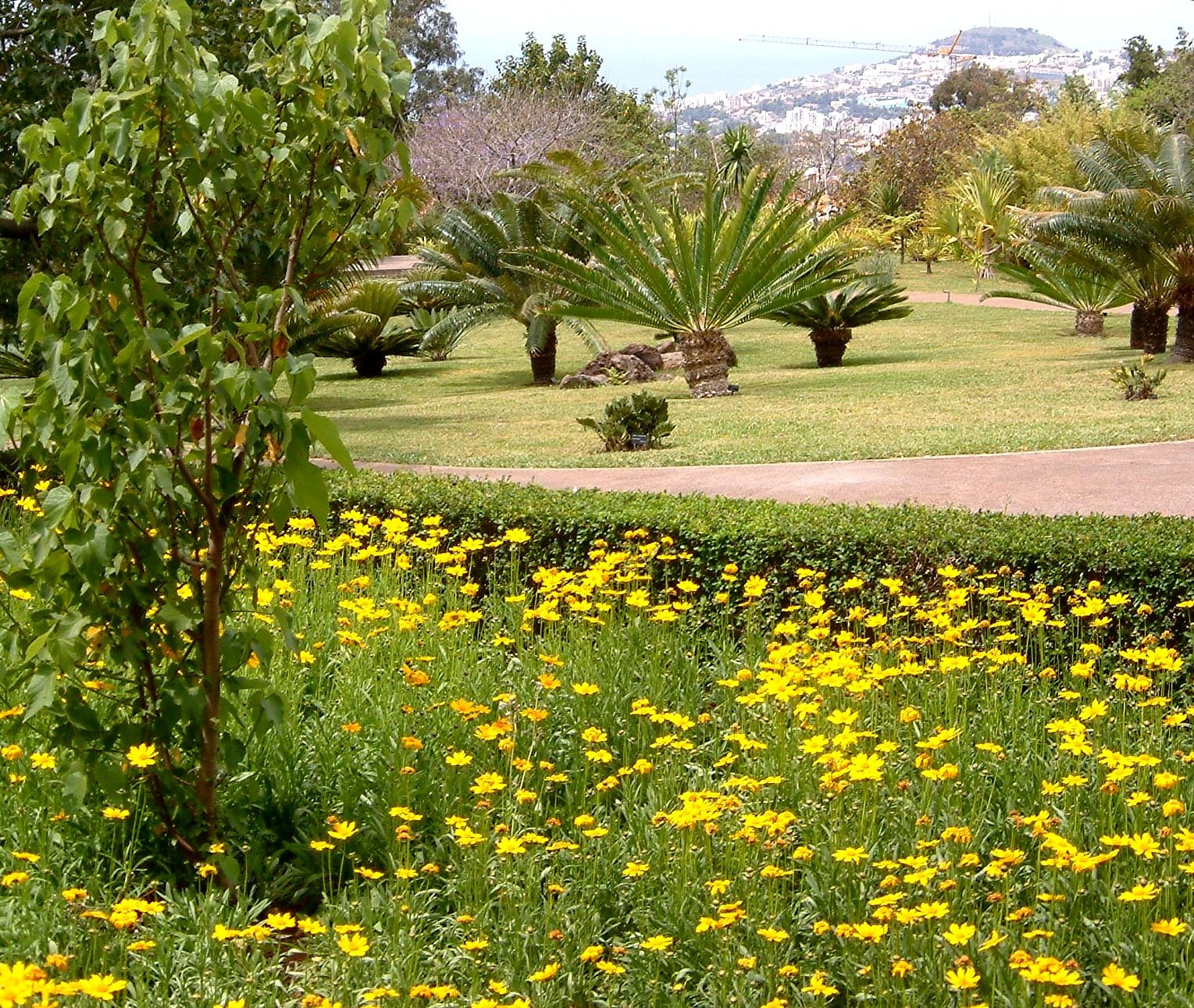
Vườn bách thảo Madeira ở Funcha, Madeira

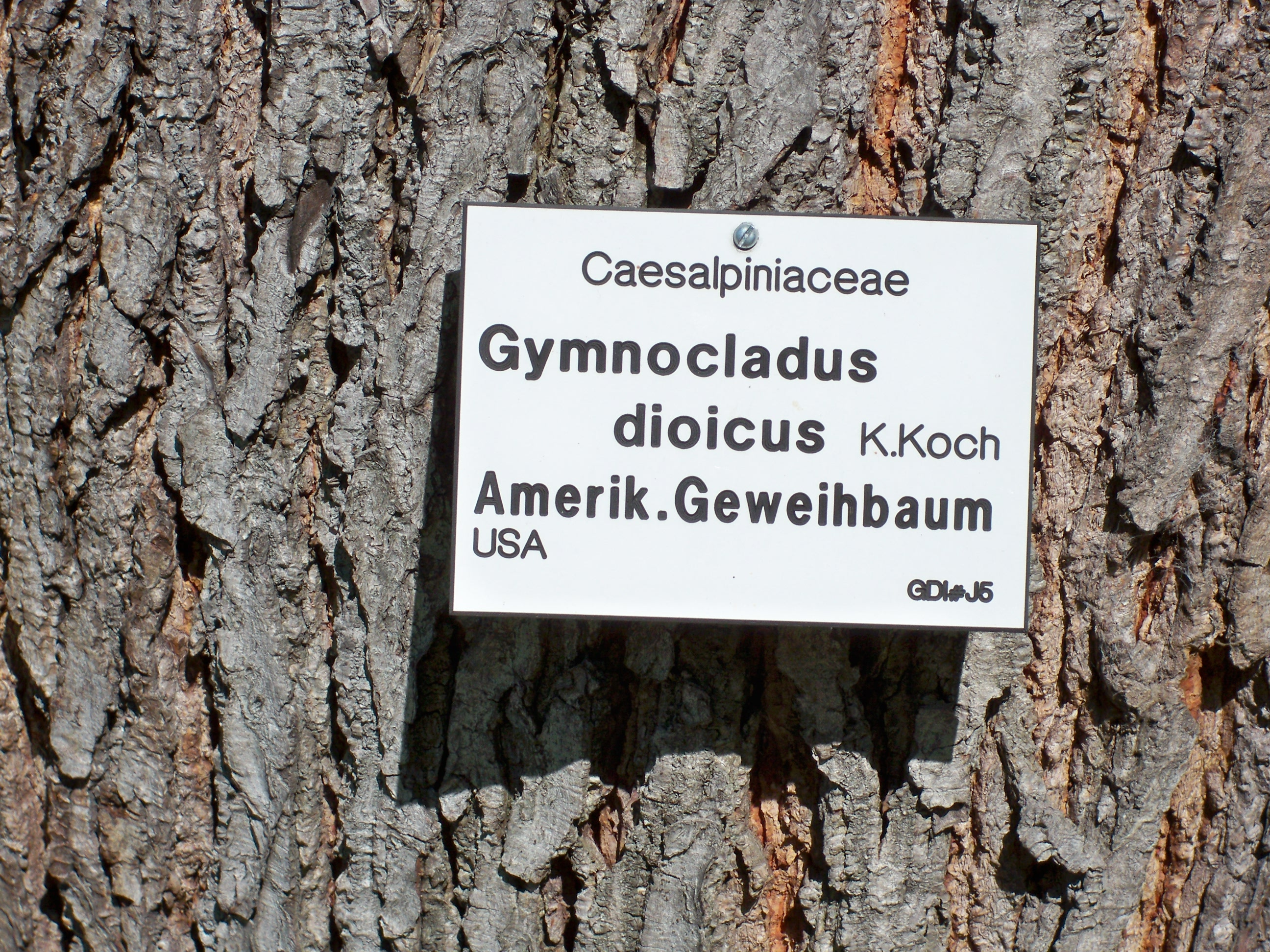
Bảng tên cây trong 1 vườn bách thảo

Vườn bách thảo hay Thảo cầm viên là một công viên trồng nhiều loài thực vật khác nhau, được chăm sóc tốt và thường trồng thành từng nhóm theo loại, như xương rồng, rau thơm, thảo dược... Nhờ có nhà kính, vườn bách thảo có thể trồng các loại thực vật từ nhiều quốc gia và vùng khí hậu khác nhau. Vườn bách thảo thường được các đại học quản lý với mục đích làm cơ sở nghiên cứu khoa học.

## Lịch sử

### Âu châu

#### Ý
Ở Âu châu, từ năm 1492 đã có vườn bách thảo Arboretum von Trsteno gần Dubrovnik. Các cườn 1544 còn có vườn bách thảo tại Pisa của Luca Ghini, 1545 ở Padua của Johannes Baptista Montanus cũng như ở Firenze (1545) và Bologna (1568).

#### Đức
Ở Đức, vườn bách thảo đầu tiên được thành lập ở Leipzig (1580), Jena (1586), Heidelberg (1593), Gießen (1609) và Freiburg (1620), thường thuộc về phân khoa Y học là vườn dược thảo (Hortus Medicus). Vườn bách thảo Kiel là vườn bách thảo đầu tiên theo nghĩa hiện nay. Nó được Johann Daniel Major thành lập vào năm 1669 tại Christian-Albrechts-Universität zu Kiel.

#### Bồ Đào Nha
Vườn bách thảo đầu tiên ở Bồ Đào Nha được bá tước Grafen von Pombal thuộc Universität Coimbra cho xây vào năm 1772.

## Mạng lưới vườn bách thảo

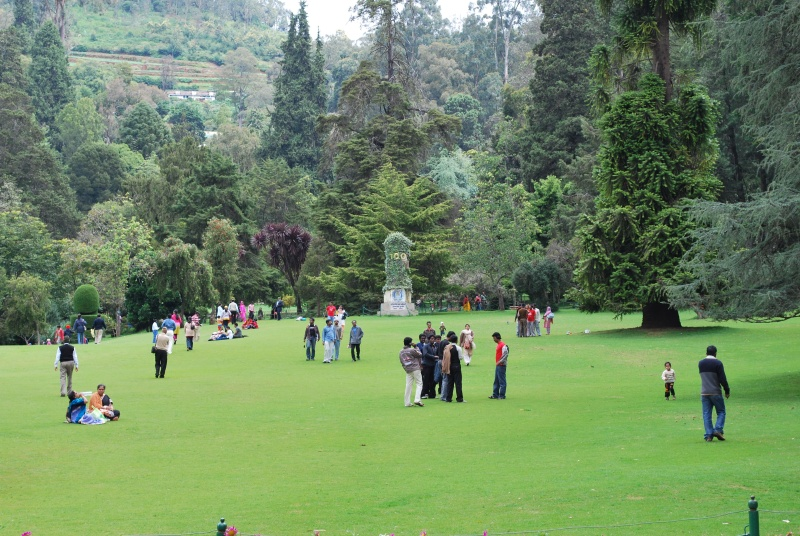
Vườn bách thảo tại Ooty, một vùng đồi núi ở Ấn Độ

Hiện thời có khoảng 1.800 vườn bách thảo tại 150 quốc gia (phần lớn tại các vùng có khí hậu ôn hòa). Trng đó có 400 vườn ở Âu châu, 200 ở Bắc Mỹ, 150 ở Nga, và một số càng ngày càng tăng lên ở Đông Á. Mỗi năm chúng thu hút khoảng 150 triệu du khách. Trong quá khứ, các vườn bách thảo trao đổi thực vật qua việc ấn hành danh sách các hạt giống. Đó là một phương tiện để trao đổi không những các thực vật mà cả các thông tin giữa các vườn bách thảo với nhau; cách làm việc này vẫn tiếp diễn tới ngày nay.
Hội Vườn bách thảo Quốc tế (The International Association of Botanic Gardens)  được thành lập vào năm 1954. Gần đây, việc điều hợp cũng được hội Bảo tồn Vườn bách thảo Quốc tế (Botanic Gardens Conservation InternationalBGCI) góp phần, hội đặt ra nhiệm vụ huy động các vườn bách thảo bảo đảm được sự đa dạng thực vật làm phúc lợi cho con người và quả đất. BGCI có hơn 700 thành viên phần lớn là các vườn bách thảo tại 118 nước, và ủng hộ mạnh mẽ Chiến lược toàn cầu bảo vệ thực vật (Global Strategy for Plant Conservation) bằng cách phát hành một số các phương sách và các ấn bản, và bằng cách tổ chức các hội thảo quốc tế và các chương trình bảo tồn.
Trong các vùng cũng có sự liên lạc với nhau. Tại Mỹ, có hội các vườn công cộng Mỹ (American Public Gardens Association), và ở Úc châu hội các vườn bách thảo Úc và Tân Tây Lan (BGANZ).